# 熊川駅 (忠清南道)
熊川駅（ウンチョンえき）は大韓民国忠清南道保寧市熊川邑大昌里にある韓国鉄道公社長項線の駅である。西海金光列車 (G-Train)を除いた全ての列車が停車する。

## 駅周辺
- 熊川邑事務所
- 保寧警察署熊川派出所
- 保寧熊川郵便局
- 保寧消防署熊川119安全センター
- 保寧市保健所熊川支所
- 熊川中学校
- 熊川高等学校
- 大昌初等学校

## 沿革
- 1931年8月1日 普通駅として開業
- 1982年4月19日 駅舎竣工
- 1991年9月1日 小荷物取り扱い停止
- 2006年11月15日 貨物取り扱い停止
- 2021年1月5日 長項線の第二改良工事に伴い移動

## 隣の駅
韓国鉄道公社
長項線
大川駅 - （藍浦駅） - 熊川駅 - 板橋駅